# Стереофоникс
„Стереофоникс“ (The Stereophonics) е уелска рок група, основана през 1992 г. в село Комаман в Долината Синон, Уелс. Понастоящем групата се състои от главния вокалист и китарист Кели Джоунс, бас-китариста и беквокалиста Ричард Джоунс, барабаниста Шавиер Уейлър, китариста и беквокалиста Адам Зиндани и Тони Киркам, който свири на кийборд по турнета. В оригиналната формация присъства и Стюарт Кейбъл, който съпровожда на барабаните. „Стереофоникс“ имат издадени седем студийни албума, пет от които достигат върха на Британската класация за албуми. Техният последен албум се нарича Keep Calm and Carry On, излиза през ноември 2009, но не успява да стигне до Първите 10. През ноември 2008 излиза компилацията Decade in the Sun, която достига номер 2 във Великобритания. Групата е част от Кардифската музикална сцена.
Музиката им е описвана като „класически британски рок, доставен от уискиподобни вокали“, бандата е описвана като притежаваща звучене, близко до алтернативния рок и британския традиционен рок. Дебютният им албум Word Gets Around излиза през август 1997 и веднага стига до номер шест във Великобритания, главно посредством синглите Local Boy in the Photograph, More Life in a Tramps Vest и A Thousand Trees, които обаче не влизат в Първите 20. Групата пожънва успех в мейнстрийма с излизането на Performance and Cocktails и промоционалните сингли The Bartender and the Thief, Just Looking и Pick a Part That's New през 1999. Постигат общо 10 сингъла в Първите 10 и един под номер 1: Dakota (2005). Групата печели доверието на публиката със своите концерти, които им осигуряват право на участие на фестивали от високо равнище, включително Рединг и Лийдс през 2000, Гластънбери през 2002, Фестивала Ви през 2002 и Айл ъф Уайт през 2004 и 2009.